# Dunkirk (Gloucestershire)
Dunkirk – osada w Anglii, w hrabstwie ceremonialnym Gloucestershire, w dystrykcie (unitary authority) South Gloucestershire. Leży 24 km na północny wschód od miasta Bristol i 151 km na zachód od Londynu.